# Sesarmidae
Los sesármidos (Sesarmidae) son una familia de cangrejos, previamente incluida en la familia Grapsidae por muchos autores. Varias especies, de los géneros Geosesarma, Metopaulias y Sesarma, son verdaderos cangrejos terrestres. No necesitan volver al mar, incluso para la cría.

## Géneros
La familia contiene los siguientes géneros:
- Aratus
- Armases
- Bresedium
- Chiromantes
- Clistocoeloma
- Episesarma
- Geosesarma
- Haberma
- Karstarma
- Labuanium
- Metagrapsus
- Metasesarma
- Metopaulias
- Muradium
- Namlacium
- Nanosesarma
- Neosarmatium
- Neosesarma
- Parasesarma
- Perisesarma
- Pseudosesarma
- Sarmatium
- Scandarma
- Selatium
- Sesarma
- Sesarmoides
- Sesarmops
- Stelgistra
- Tiomanum

Los géneros Chiromantes, Parasesarma, Pseudosesarma y Sesarmops no son aparentemente monofiléticos. Scandarma puede ser un sinónimo de algún otro género.